# Tracy Northup

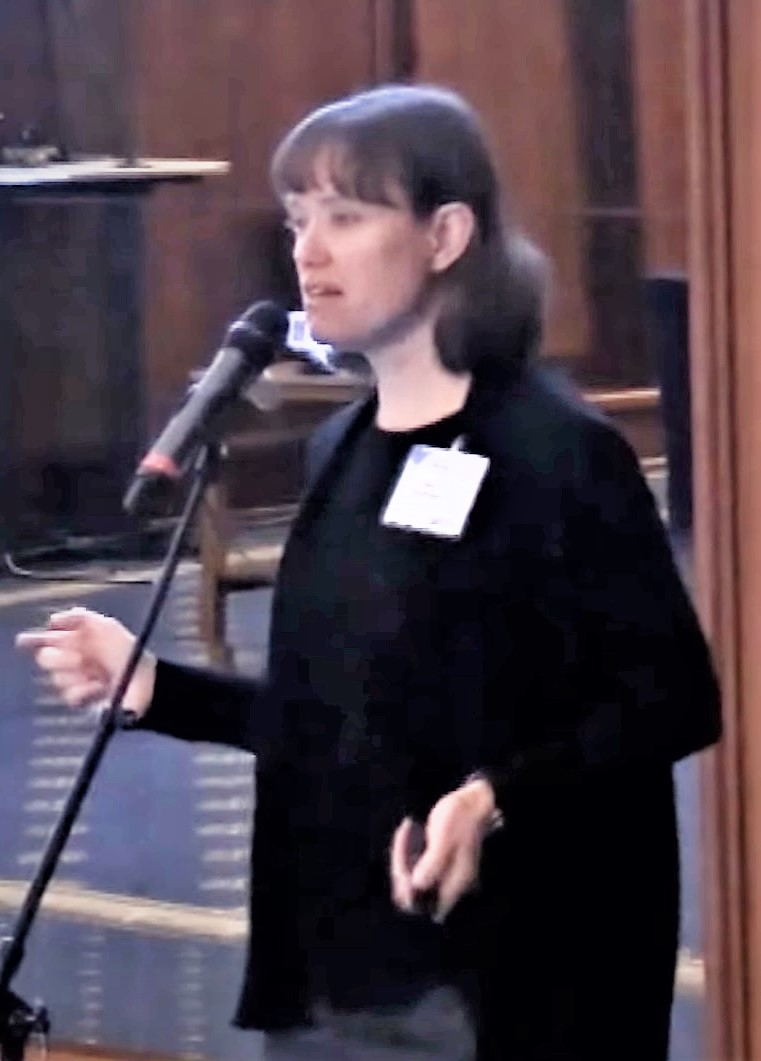
Tracy Northup (2019)

Tracy E. Northup (* 1978 in Newton) ist eine US-amerikanische Physikerin, die an Schnittstellen für das Quanteninternet arbeitet.

## Leben
Sie erwarb ihren Bachelor-Abschluss in Physik an der Harvard University. Anschließend zog sie an die Westküste der Vereinigten Staaten und promovierte am California Institute of Technology, wo sie unter der Leitung von H. Jeff Kimble die Wechselwirkung einzelner Atome mit Licht in optischen Resonatoren untersuchte. 2008 wechselte sie als FWF-Marie-Curie-Stipendiatin und später als Elise-Richter-Stipendiatin in die Forschungsgruppe von Rainer Blatt am Institut für Experimentalphysik der Universität Innsbruck.
Im Jahr 2015 gründete sie als Assistenz-Professorin in Innsbruck ihre eigene Arbeitsgruppe zu Quantenschnittstellen zwischen Licht und Materie sowie zukünftigen Quantennetzwerken und wurde 2016 mit dem österreichischen Start-Preis ausgezeichnet. 2017 erhielt sie eine auf fünf Jahre befristete Ingeborg-Hochmair-Professur. 2022 erfolgte ihre Berufung zur Universitätsprofessorin.
Sie ist Mitglied des Erwin Schrödinger Center for Quantum Science & Technology (ESQ) und Teil der Quantum Internet Alliance (QIA), einem von der EU im Rahmen des Quantum Technologies Flagship geförderten Netzwerkes zur Entwicklung des Quanteninternets. Seit 2022 ist sie stellvertretende Sprecherin des österreichischen FWF-Spezialforschungsbereichs BeyondC: Quantum Information Systems Beyond Classical Capabilities.

## Forschung
In ihren frühen Arbeiten konnte sie zeigen, wie einzelne Atome in Resonatoren kontrolliert mit Licht in eine quantenmechanische Wechselwirkung gebracht werden können. Das war entscheidend für die Entwicklung von Quanten-Netzwerken, in denen Information mittels Photonen von Atom zu Atom übertragen wird.
In ihrem Start-Preis-Projekt forschte sie daran, ein freischwebendes Glaskügelchen und ein einzelnes gefangenes Ion in einem optischen Resonator zu kombinieren und auf diese Weise nichtlinear zu koppeln. Mit dieser Anordnung soll das Glaskügelchen in Superposition gebracht werden, das heißt in einen quantenmechanischen Zustand, in dem die Nanokugel sich an zwei Orten gleichzeitig befindet.
Man geht davon aus, dass Fehler in Ionenfallen, wie sie auch Northup für ihre Experimente verwendet, von schwach leitenden Materialien wie den Oxidschichten herrühren, die sich auf Metalloberflächen bilden. Die Wissenschaftlerin hat Ansätze entwickelt, um die Auswirkungen dielektrischer Materialien auf die Teilchen in Ionenfallen zu bewerten. In ihren Ionenfallensystemen kann sie den Abstand zwischen den Ionen und den dielektrischen optischen Komponenten steuern und nutzt das Fluktuations-Dissipations-Theorem zur Berechnung des experimentellen Rauschens.
Im Rahmen ihre Arbeit an Schnittstellen für das Quanteninternet war sie an der Entwicklung des ersten Betriebssystems (QNodeOS) beteiligt, das die Programmierung von Anwendungen für Quantennetzwerke und deren Ausführung auf Quantennetzwerkknoten ermöglicht.

## Veröffentlichungen (Auswahl)
- K. M. Birnbaum, A. Boca, R. Miller, A. D. Boozer, T. E. Northup, H. J. Kimble: Photon blockade in an optical cavity with one trapped atom. In: Nature. Band 436, Nr. 7047, Juli 2005, ISSN 0028-0836, S. 87–90, doi:10.1038/nature03804 (nature.com [abgerufen am 8. Mai 2025]).
- R Miller, T E Northup, K M Birnbaum, A Boca, A D Boozer, H J Kimble: Trapped atoms in cavity QED: coupling quantized light and matter. In: Journal of Physics B: Atomic, Molecular and Optical Physics. Band 38, Nr. 9, 14. Mai 2005, ISSN 0953-4075, S. S551–S565, doi:10.1088/0953-4075/38/9/007 (iop.org [abgerufen am 8. Mai 2025]).
- A. D. Boozer, A. Boca, R. Miller, T. E. Northup, H. J. Kimble: Reversible State Transfer between Light and a Single Trapped Atom. In: Physical Review Letters. Band 98, Nr. 19, 8. Mai 2007, ISSN 0031-9007, doi:10.1103/PhysRevLett.98.193601 (aps.org [abgerufen am 8. Mai 2025]).
- T. E. Northup, R. Blatt: Quantum information transfer using photons. In: Nature Photonics. Band 8, Nr. 5, Mai 2014, ISSN 1749-4885, S. 356–363, doi:10.1038/nphoton.2014.53 (nature.com [abgerufen am 8. Mai 2025]).
- Markus Teller, Dario A. Fioretto, Philip C. Holz, Philipp Schindler, Viktor Messerer, Klemens Schüppert, Yueyang Zou, Rainer Blatt, John Chiaverini, Jeremy Sage, Tracy E. Northup: Heating of a Trapped Ion Induced by Dielectric Materials. In: Physical Review Letters. Band 126, Nr. 23, 11. Juni 2021, ISSN 0031-9007, doi:10.1103/PhysRevLett.126.230505 (aps.org [abgerufen am 8. Mai 2025]).
- V. Krutyanskiy, M. Galli, V. Krcmarsky, S. Baier, D. A. Fioretto, Y. Pu, A. Mazloom, P. Sekatski, M. Canteri, M. Teller, J. Schupp, J. Bate, M. Meraner, N. Sangouard, B. P. Lanyon, T. E. Northup: Entanglement of Trapped-Ion Qubits Separated by 230 Meters. In: Physical Review Letters. Band 130, Nr. 5, 2. Februar 2023, ISSN 0031-9007, doi:10.1103/PhysRevLett.130.050803 (aps.org [abgerufen am 8. Mai 2025]).
- C. Delle Donne, M. Iuliano, B. van der Vecht, G. M. Ferreira, H. Jirovská, T. J. W. van der Steenhoven, A. Dahlberg, M. Skrzypczyk, D. Fioretto, M. Teller, P. Filippov, A. R.-P. Montblanch, J. Fischer, H. B. van Ommen, N. Demetriou, D. Leichtle, L. Music, H. Ollivier, I. te Raa, W. Kozlowski, T. H. Taminiau, P. Pawełczak, T. E. Northup, R. Hanson, S. Wehner: An operating system for executing applications on quantum network nodes. In: Nature. Band 639, Nr. 8054, 13. März 2025, ISSN 0028-0836, S. 321–328, doi:10.1038/s41586-025-08704-w, PMID 40075182, PMC 11903313 (freier Volltext) – (nature.com [abgerufen am 8. Mai 2025]).